# Compsa macra
Compsa macra är en skalbaggsart som först beskrevs av Thomson 1867. Compsa macra ingår i släktet Compsa och familjen långhorningar.
Artens utbredningsområde är Panama. Inga underarter finns listade i Catalogue of Life.